# Clangula hyemalis

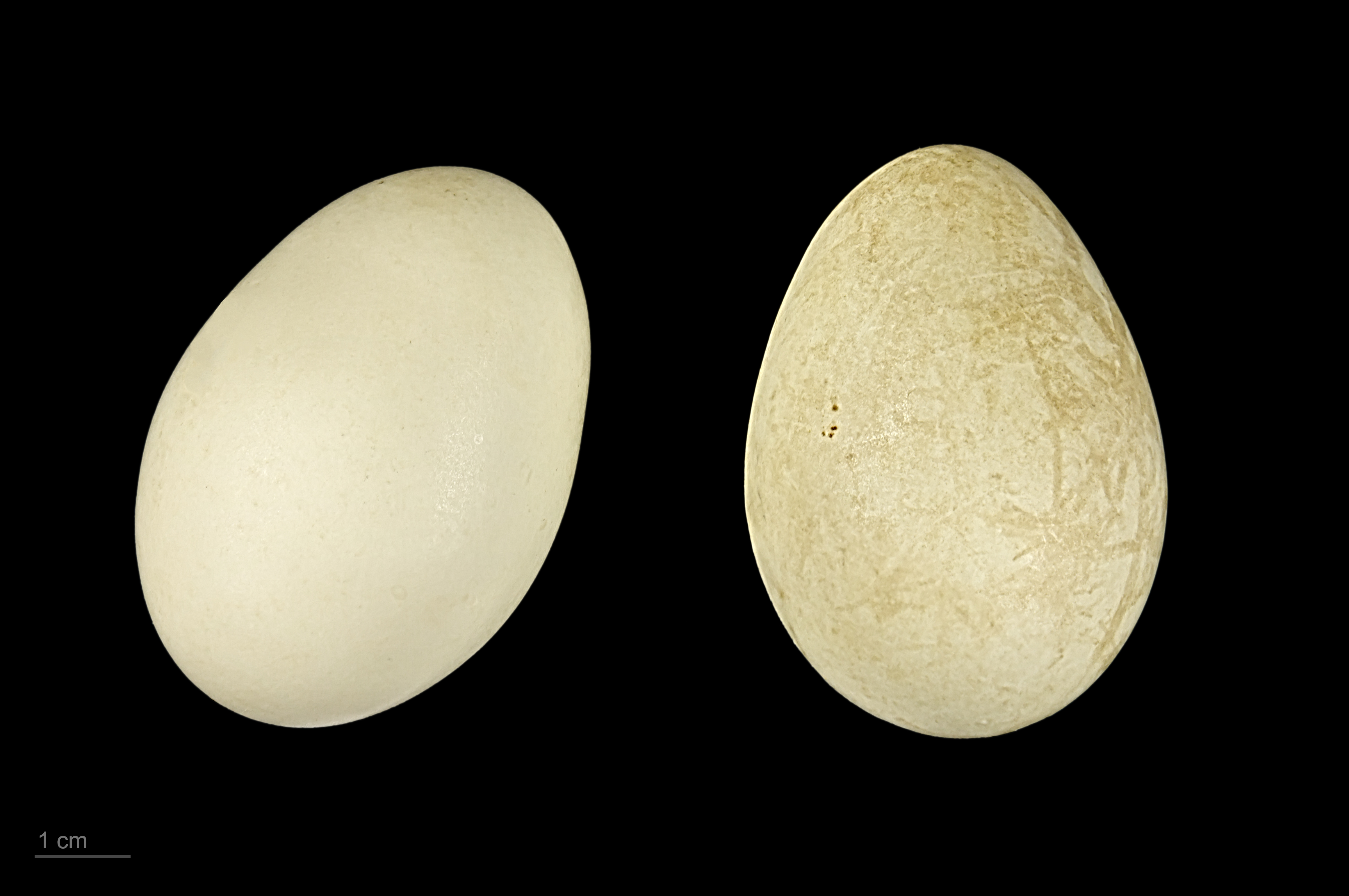
Uovo di Clangula hyemalis

La moretta codona (Clangula hyemalis, Linnaeus 1758) è un'anatra marina di medie dimensioni. È l'unico membro vivente del suo genere, Clangula. Sono stati ritrovati fossili di un congenere non ancora descritto provenienti dalla formazione di Sajóvölgyi del Miocene medio (Badeniano superiore, 13-12 milioni di anni fa) di Mátraszõlõs, Ungheria (Gál et al. 1998-99).

## Descrizione
Gli adulti presentano le regioni inferiori bianche. Il maschio ha una lunga coda appuntita ed un becco scuro più chiaro nei pressi dell'estremità. In inverno, il maschio presenta una macchia scura sulle guance che risalta sullo sfondo della testa e del collo, principalmente bianchi, un petto scuro e la maggior parte del corpo bianca. In estate, il maschio ha la testa, il collo e il dorso scuri con una macchia bianca sulle guance. La femmina ha un dorso bruno ed una coda appuntita relativamente corta. In inverno, la testa e il collo della femmina sono bianchi con la sommità del capo scura. In estate, la testa è scura.

## Habitat
Il suo habitat di nidificazione sono i freddi oceani settentrionali e i grandi laghi della regione nord-atlantica, dell'Alaska, del Canada settentrionale, dell'Europa settentrionale e della Russia. Il nido è situato sul suolo nei pressi dell'acqua; viene costruito usando materiale vegetale e viene imbottito di piumino.
È migratrice e sverna lungo le coste orientali e occidentali del Nordamerica, sui Grandi Laghi e sulle regioni costiere di Europa e Asia. Si tratta di un'anatra gregaria e durante le migrazioni forma grandi stormi. La più importante area di svernamento è il mar Baltico, dove si riunisce un totale di circa 4,5 milioni di questi uccelli.

## Alimentazione
Si nutrono immergendosi e nuotando sott'acqua. Si cibano soprattutto di molluschi, crostacei e di alcuni piccoli pesci. Sebbene si nutrano solitamente nei pressi della superficie, sono in grado di immergersi fino a profondità di 60 m.

## Biologia e comportamento
I maschi sono molto rumorosi ed eseguono un richiamo sonoro fatto di gorgheggi che risuona come un Ow, ow, owal-ow.
L'anatra dalla coda lunga è una delle specie protette dall'Agreement on the Conservation of African-Eurasian Migratory Waterbirds (AEWA).